# Wahlkreis San Lazzaro di Savena
Der Wahlkreis San Lazzaro di Savena war von 1993 bis 2005 ein Wahlkreis (italienisch collegio elettorale) für die Wahl der Abgeordnetenkammer.

## Wahlkreisgebiet
Der Wahlkreis umfasste 11 Gemeinden: Baricella, Budrio, Castenaso, Granarolo dell’Emilia, Malalbergo, Minerbio, Molinella, Monghidoro, Monterenzio, Ozzano dell’Emilia und San Lazzaro di Savena.

## Wahlergebnisse

### Parlamentswahl 1994

#### Direktstimmen
| Kandidaten               | Kandidaten                 | Parteien                                 | Stimmen | %    |
| ------------------------ | -------------------------- | ---------------------------------------- | ------- | ---- |
|                          | Ottaviano Del Turcogewählt | Progressisti                             | 46.472  | 52,2 |
|                          | Marco Sansoni              | Polo delle Libertà (FI – LN – CCD – UdC) | 21.576  | 24,2 |
|                          | Leonardo Draghetti         | Patto per l’Italia                       | 9.038   | 10,2 |
|                          | Marco Mainardi             | Alleanza Nazionale                       | 8.757   | 9,8  |
|                          | Andrea Gabusi              | Socialdemocrazia per le Libertà          | 3.140   | 3,5  |
| Gesamt                   | Gesamt                     | Gesamt                                   | 88.983  | 100  |
|                          |                            |                                          |         |      |
| Ungültige Stimmen        | Ungültige Stimmen          | Ungültige Stimmen                        | 3.983   | 4,3  |
| Wähler                   | Wähler                     | Wähler                                   | 92.966  | 94,9 |
| Wahlberechtigte          | Wahlberechtigte            | Wahlberechtigte                          | 97.930  |      |
|                          |                            |                                          |         |      |
| Quelle: Innenministerium |                            |                                          |         |      |

#### Listenstimmen
| Parteien                             | Parteien                        | Parteien                           | Stimmen | %    |
| ------------------------------------ | ------------------------------- | ---------------------------------- | ------- | ---- |
|                                      | Progressisti                    | Partito Democratico della Sinistra | 36.804  | 40,8 |
| Partito della Rifondazione Comunista | Progressisti                    | 4.978                              | 5,5     |      |
| Federazione dei Verdi                | Progressisti                    | 2.184                              | 2,4     |      |
| Partito Socialista Italiano          | Progressisti                    | 1.949                              | 2,2     |      |
| Alleanza Democratica                 | Progressisti                    | 1.065                              | 1,2     |      |
| La Rete                              | Progressisti                    | 704                                | 0,8     |      |
| ↳ Gesamt                             | Progressisti                    | 47.684                             | 52,8    |      |
|                                      | Polo delle Libertà              | Forza Italia                       | 14.603  | 16,2 |
| Lega Nord                            | Polo delle Libertà              | 3.935                              | 4,4     |      |
| ↳ Gesamt                             | Polo delle Libertà              | 18.538                             | 20,5    |      |
|                                      | Patto per l’Italia              | Partito Popolare Italiano          | 5.305   | 5,9  |
| Patto Segni                          | Patto per l’Italia              | 4.022                              | 4,5     |      |
| ↳ Gesamt                             | Patto per l’Italia              | 9.327                              | 10,3    |      |
|                                      | Alleanza Nazionale              | Alleanza Nazionale                 | 8.831   | 9,8  |
|                                      | Lista Marco Pannella            | Lista Marco Pannella               | 3.557   | 3,9  |
|                                      | Socialdemocrazia per le Libertà | Socialdemocrazia per le Libertà    | 2.185   | 2,4  |
|                                      | Partito Democratico             | Partito Democratico                | 190     | 0,2  |
| Gesamt                               | Gesamt                          | Gesamt                             | 90.312  | 100  |
|                                      |                                 |                                    |         |      |
| Ungültige Stimmen                    | Ungültige Stimmen               | Ungültige Stimmen                  | 2.654   | 2,9  |
| Wähler                               | Wähler                          | Wähler                             | 92.966  | 94,9 |
| Wahlberechtigte                      | Wahlberechtigte                 | Wahlberechtigte                    | 97.930  |      |
|                                      |                                 |                                    |         |      |
| Quelle: Innenministerium             |                                 |                                    |         |      |

### Parlamentswahl 1996

#### Direktstimmen
| Kandidaten               | Kandidaten            | Parteien            | Stimmen | %    |
| ------------------------ | --------------------- | ------------------- | ------- | ---- |
|                          | Paolo Gallettigewählt | L’Ulivo             | 56.409  | 64,4 |
|                          | Marco Matteucci       | Polo per le Libertà | 31.229  | 35,6 |
| Gesamt                   | Gesamt                | Gesamt              | 87.638  | 100  |
|                          |                       |                     |         |      |
| Ungültige Stimmen        | Ungültige Stimmen     | Ungültige Stimmen   | 5.296   | 5,7  |
| Wähler                   | Wähler                | Wähler              | 92.934  | 93,4 |
| Wahlberechtigte          | Wahlberechtigte       | Wahlberechtigte     | 99.467  |      |
|                          |                       |                     |         |      |
| Quelle: Innenministerium |                       |                     |         |      |

#### Listenstimmen
| Parteien                                          | Parteien                             | Parteien                             | Stimmen | %    |
| ------------------------------------------------- | ------------------------------------ | ------------------------------------ | ------- | ---- |
|                                                   | L’Ulivo                              | Partito Democratico della Sinistra   | 35.645  | 39,9 |
| Popolari per Prodi (PPI – SVP – PRI – UD – Prodi) | L’Ulivo                              | 6.437                                | 7,2     |      |
| Rinnovamento Italiano                             | L’Ulivo                              | 3.261                                | 3,6     |      |
| Federazione dei Verdi                             | L’Ulivo                              | 1.886                                | 2,1     |      |
| ↳ Gesamt                                          | L’Ulivo                              | 47.229                               | 52,8    |      |
|                                                   | Polo per le Libertà                  | Forza Italia                         | 13.506  | 15,1 |
| Alleanza Nazionale                                | Polo per le Libertà                  | 11.874                               | 13,3    |      |
| CCD – CDU                                         | Polo per le Libertà                  | 3.391                                | 3,8     |      |
| ↳ Gesamt                                          | Polo per le Libertà                  | 28.771                               | 32,2    |      |
|                                                   | Partito della Rifondazione Comunista | Partito della Rifondazione Comunista | 6.698   | 7,5  |
|                                                   | Lega Nord                            | Lega Nord                            | 4.222   | 4,7  |
|                                                   | Lista Pannella – Sgarbi              | Lista Pannella – Sgarbi              | 1.966   | 2,2  |
|                                                   | Fiamma Tricolore                     | Fiamma Tricolore                     | 308     | 0,3  |
|                                                   | Nuova Democrazia                     | Nuova Democrazia                     | 176     | 0,2  |
| Gesamt                                            | Gesamt                               | Gesamt                               | 89.370  | 100  |
|                                                   |                                      |                                      |         |      |
| Ungültige Stimmen                                 | Ungültige Stimmen                    | Ungültige Stimmen                    | 3.563   | 3,8  |
| Wähler                                            | Wähler                               | Wähler                               | 92.933  | 93,4 |
| Wahlberechtigte                                   | Wahlberechtigte                      | Wahlberechtigte                      | 99.467  |      |
|                                                   |                                      |                                      |         |      |
| Quelle: Innenministerium                          |                                      |                                      |         |      |

### Parlamentswahl 2001

#### Direktstimmen
| Kandidaten               | Kandidaten                  | Parteien           | Stimmen | %    |
| ------------------------ | --------------------------- | ------------------ | ------- | ---- |
|                          | Giovanna Grignaffinigewählt | L’Ulivo            | 52.341  | 58,6 |
|                          | Michele Ugliola             | Casa delle Libertà | 32.552  | 36,4 |
|                          | Alberto Quartaroli          | Lista Di Pietro    | 2.860   | 3,2  |
|                          | Piero Maria Mikus           | Democrazia Europea | 1.611   | 1,8  |
| Gesamt                   | Gesamt                      | Gesamt             | 89.364  | 100  |
|                          |                             |                    |         |      |
| Ungültige Stimmen        | Ungültige Stimmen           | Ungültige Stimmen  | 3.851   | 4,1  |
| Wähler                   | Wähler                      | Wähler             | 93.215  | 91,7 |
| Wahlberechtigte          | Wahlberechtigte             | Wahlberechtigte    | 101.627 |      |
|                          |                             |                    |         |      |
| Quelle: Innenministerium |                             |                    |         |      |

#### Listenstimmen
| Parteien                               | Parteien                             | Parteien                             | Stimmen | %    |
| -------------------------------------- | ------------------------------------ | ------------------------------------ | ------- | ---- |
|                                        | L’Ulivo                              | Democratici di Sinistra              | 28.908  | 32,1 |
| La Margherita (Dem – PPI – RI – Udeur) | L’Ulivo                              | 12.764                               | 14,2    |      |
| Il Girasole (FdV – SDI)                | L’Ulivo                              | 2.042                                | 2,3     |      |
| Partito dei Comunisti Italiani         | L’Ulivo                              | 1.272                                | 1,4     |      |
| ↳ Gesamt                               | L’Ulivo                              | 44.986                               | 50,0    |      |
|                                        | Casa delle Libertà                   | Forza Italia                         | 20.269  | 22,5 |
| Alleanza Nazionale                     | Casa delle Libertà                   | 10.305                               | 11,5    |      |
| CCD – CDU                              | Casa delle Libertà                   | 1.481                                | 1,6     |      |
| Lega Nord                              | Casa delle Libertà                   | 1.389                                | 1,5     |      |
| Nuovo PSI                              | Casa delle Libertà                   | 1.124                                | 1,2     |      |
| ↳ Gesamt                               | Casa delle Libertà                   | 34.568                               | 38,4    |      |
|                                        | Partito della Rifondazione Comunista | Partito della Rifondazione Comunista | 4.334   | 4,8  |
|                                        | Lista Di Pietro                      | Lista Di Pietro                      | 2.956   | 3,3  |
|                                        | Lista Emma Bonino                    | Lista Emma Bonino                    | 1.989   | 2,2  |
|                                        | Democrazia Europea                   | Democrazia Europea                   | 960     | 1,1  |
|                                        | Paese Nuovo                          | Paese Nuovo                          | 120     | 0,1  |
|                                        | Abolizione Scorporo                  | Abolizione Scorporo                  | 35      | 0,0  |
| Gesamt                                 | Gesamt                               | Gesamt                               | 89.948  | 100  |
|                                        |                                      |                                      |         |      |
| Ungültige Stimmen                      | Ungültige Stimmen                    | Ungültige Stimmen                    | 3.270   | 3,5  |
| Wähler                                 | Wähler                               | Wähler                               | 93.218  | 91,7 |
| Wahlberechtigte                        | Wahlberechtigte                      | Wahlberechtigte                      | 101.627 |      |
|                                        |                                      |                                      |         |      |
| Quelle: Innenministerium               |                                      |                                      |         |      |